# Limnonectes microdiscus
Espèce
Synonymes
- Rana microdisca Boettger, 1892

Statut de conservation UICN

 LC  : Préoccupation mineure
Limnonectes microdiscus est une espèce d'amphibiens de la famille des Dicroglossidae.

## Répartition
Cette espèce est endémique de Java en Indonésie. Elle se rencontre jusqu'à au moins 1 400 m d'altitude.

## Publication originale
- Boettger, 1892 : Listen von Kriechtieren und Lurchen aus dem tropischen Asien u. aus Papuasien. Bericht des Offenbacher Vereins für Naturkunde, vol. 1892, p. 65-164.